# Тоні Хіменес
Антоніо Хіменес Сістакс (ісп. Antonio Jiménez Sistachs, нар. 12 жовтня 1970, Ла-Ґарріга), відомий як Тоні Хіменес — іспанський футболіст, що грав на позиції воротаря, зокрема за «Еспаньйол» та національну збірну Іспанії.
Олімпійський чемпіон 1992 року. 

## Клубна кар'єра
Народився 12 жовтня 1970 року в місті Ла-Ґарріга. Вихованець футбольної школи місцевого «Олімпіка».
У дорослому футболі дебютував 1988 року виступами за команду «Гранольєрс», з четвертого іспанського дивізіону. Наступного року перейшов до клубної структури «Барселони», де, утім виступав протягом двох з половиною сезонів лише за третю команду клубу.
Згодом у 1990–1992 роках грав за друголіговий «Фігерас», звідки був запрошений до «Райо Вальєкано», у складі якого дебютував в іграх Ла-Ліги.
Однак вже 1993 року повернувся до Барселони, ставши гравцем місцевого «Еспаньйола». У своєму першому ж сезоні у новій команді допоміг їй виграти Сегунду і підвищитися в класі до Прімери. При цьому продемонстрував найкращу надійність серед воротарів другого іспанського дивізіону (лише 0,66 пропущеного м'яча за гру), ставши таким чином володарем Трофея Самори для Сегунди. Згодом протягом п'яти сезонів захищав ворота барселонської командиу Ла-Лізі. У сезоні 1997/98 удруге здобув Трофей Самори найнадійнішому воротареві вже найвишого дивізіону з результатом 0,84 гола за матч.
1999 року уклав контракт з мадридським «Атлетіко». Протягом першого сезону був дублером Хосе Франсіско Моліни, проте саме Тоні захищав ворота матрацників у програному ними «Еспаньйолу» з рахунком 1:2 фіналі Кубка Іспанії 1999/2000.  У чемпіонаті команда фінішувала на 19-му місці і втратила місце у Ла-Лізі, після чого Моліна залишив команди і його місце основного воротаря заняв Тоні. 
Влітку 2002 року перейшов до іншої друголігової команди «Ельче», проте вже за півроку повернувся до вищолігового «Еспаньйола», куди його запросив новий головний тренер команди Хав'єр Клементе. Був основним воротарем команди до кінця сезону 2002/03, згодом протягом сезону був її резервним голкіпером, після чого влітку 2004 оголосив про завершення кар'єри.

## Виступи за збірні
1992 року зіграв один матч за молодіжну збірну Іспанії. Того ж року був основним воротарем олімпійської збірної Іспанії на домашніх для неї Олімпійських іграх в Барселоні. Допоміг команді здобути олімпійське «золото».
У 1998–1999 роках провів три гри у складі національної збірної Іспанії.

## Титули і досягнення

### Командні
- Олімпійський чемпіон (1):

Іспанія: 1992

### Особисті
- Володар Трофея Самори (2):

1993/94 (Сегунда), 1997/98 (Прімера)